# Nicolás Cuestas
Ronal Nicolás Cuestas Cardozo (* 8. Dezember 1986 in Montevideo) ist ein uruguayischer Leichtathlet, der sich auf den Langstreckenlauf spezialisiert hat. Auch sein Zwillingsbruder Martín Cuestas in als Langstreckenläufers aktiv.

## Sportliche Laufbahn
Erste sportliche Erfolge feierte Nicolás Cuestas im Jahr 2008, als er bei den U23-Südamerikameisterschaften in Lima mit 34:10,02 min den siebten Platz im 10.000-Meter-Lauf belegte und sein Rennen über 5000 m nicht beenden konnte. 2013 wurde er nach 1:06:15 h Dritter beim Montevideo-Halbmarathon und im Jahr darauf siegte er in 1:04:02 h beim Halbmarathon in Tacuarembo. Anschließend klassierte er sich bei den Ibero-Amerikanischen Meisterschaften in São Paulo mit 14:39,50 min auf dem sechsten Platz im 5000-Meter-Lauf. 2015 wurde er in 30:36,92 min Neunter über 10.000 m bei den Südamerikameisterschaften in Lima und im Jahr darauf gewann er in 13:58,60 min die Bronzemedaille über 5000 m bei den Ibero-Amerikanischen Meisterschaften hinter dem Brasilianer Altobeli da Silva und Daniel Mateo aus Spanien. Anschließend startete er im Marathonlauf bei den Olympischen Sommerspielen ebendort und lief dort nach 2:17:44 h auf Rang 40 ein. 2017 gewann er bei den Halbmarathon-Südamerikameisterschaften in Montevideo in 1:06:06 h die Bronzemedaille und anschließend musste er bei den Südamerikameisterschaften in Luque seinen Lauf über 10.000 m vorzeitig beenden. Auch bei den Weltmeisterschaften in London erreichte er im Marathon nicht das Ziel. 2018 wurde er in 2:25:53 h Dritter beim Montevideo-Marathon und bei den Crosslauf-Weltmeisterschaften 2019 in Aarhus erreichte er nach 36:04 min Platz 102. Im Mai belegte er bei den Südamerikameisterschaften in Lima in 29:41,71 min den siebten Platz im 10.000-Meter-Lauf und wurde in 14:18,67 min Achter über 5000 m. Er siegte in dem Jahr bei den Halbmarathonläufen in Montevideo und Rosario sowie in Asunción und sicherte sich damit den Kontinentalmeisteritel. Über die volle Marathondistanz startete er Ende Juli bei den Panamerikanischen Spielen in Lima und belegte dort in 2:13,59 h den siebten Platz und im Herbst lief er bei den Weltmeisterschaften in Doha nach 2:40:05 h auf Rang 55 ein. Bei den Halbmarathon-Weltmeisterschaften 2020 in Gdynia wurde er nach 1:04:00 h 81. und im Dezember erreichte er beim Valencia-Marathon Rang 45 und stellte dort mit 2:11:42 h einen neuen Landesrekord auf. 2021 gewann er dann bei den Südamerikameisterschaften in Guayaquil in 29:38,72 min die Silbermedaille hinter dem Brasilianer Daniel do Nascimento und konnte sein Rennen über 5000 m nicht beenden. Im Jahr darauf kam er bei den Ibero-Amerikanischen Meisterschaften in La Nucia im Halbmarathon nicht ins Ziel und anschließend gelangte er bei den Weltmeisterschaften in Eugene mit 2:13:52 h auf Rang 39 im Marathonlauf. Im August wurde er bei den Halbmarathon-Südamerikameisterschaften in Buenos Aires in 1:04:23 h 14 und im Oktober gelangte er bei den Südamerikaspielen in Asunción mit 2:20:10 h auf Rang vier über die volle Marathondistanz.
2023 gelangte er bei den Weltmeisterschaften in Budapest nach 2:19:20 h auf den 44. Platz im Marathon und kam anschließend bei den Straßenlauf-Weltmeisterschaften in Riga im Halbmarathon nicht ins Ziel. Auch bei den Panamerikanischen Spielen in Santiago de Chile musste er im Marathon vorzeitig aufgeben. Im Jahr darauf verbesserte er den Landesrekord im Halbmarathon auf 1:02:15 h und im Mai belegte er bei den Ibero-Amerikanischen Meisterschaften in Cuiabá in 30:49 min den sechsten Platz im 10-km-Straßenlauf.
In den Jahren 2014 und 2021 wurde Cuestas uruguayischer Meister im 10.000-Meter-Lauf und 2012 siegte er über 5000 m.

## Persönliche Bestzeiten
- 5000 Meter: 13:58,60 min, 16. Mai 2016 in Rio de Janeiro
- 10.000 Meter: 28:56,35 min, 20. Februar 2021 in Montevideo
- 10-km-Straßenlauf: 28:44 min, 14. Januar 2024 in Valencia
- Halbmarathon: 1:02:15 h, 21. Januar 2024 in Santa Pola (uruguayischer Rekord)
- Marathon: 2:11:03 h, 20. Februar 2022 in Sevilla